# Amor & die Kids
Amor & die Kids war eine deutsche Musikgruppe.

## Geschichte
1985 wurden Amor & die Kids von Mario Rostenbeck und Frank Schüller gegründet. Sie ging aus der Amateurband Süd-Rock-Team aus Leipzig hervor. Der Bandname bezieht sich auf Frank Schüller als „Amor“, der deutlich älter als seine Bandkollegen („die Kids“) war.
Ihren ersten Auftritt hatten sie während des Pfingsttreffens der FDJ 1985. 1986 produzierten Amor & die Kids im Rundfunk der DDR und im Privatstudio von Sieghard Schubert ihre ersten Titel, mit denen sie den Durchbruch in die Öffentlichkeit schafften. Ihre Songs bestanden aus alltagsnahen, witzigen Texten und waren in einfache Melodien verpackt.
Im selben Jahr erhielten Amor & die Kids den Sonderpreis der Sektion Rock beim Komitee für Unterhaltungskunst zur 12. Zentralen Leistungsschau der Amateurtanzmusik und den Förderpreis des Zentralrates der FDJ zur VIII. Werkstattwoche Jugendtanzmusik.
Nachdem Tobias Künzel 1989 die Band verlassen hatte, um eine Solokarriere zu starten und später zu den Prinzen zu gehen, lösten sich Amor & die Kids noch im selben Jahr auf. 1995 formierte sich die Band um die Gründungsmitglieder Rostenbeck und Schüller mit anderen Musikern neu. Ihr Repertoire bestand neben eigenen Songs auch aus Coverversionen von Hits aus vergangenen Jahrzehnten.

## Diskografie

### Alben
- 1988: No More Bockwurst (Amiga)
- 1997: Amoralisch (Buschfunk)
- 2008: Es war einmal … (Amiga)

### Singles
- 1986: Start-Schuss 2 (Amiga)
- 1987: Amiga Quartett (Amiga)
- 1996: Komm doch mit (Hit Work/Fun Music)
- 2003: Schokolade (Das Ohr)